# Oligurija
Oligurija je bolezensko stanje, pri katerem dnevno nastane več kot 100, a manj kot 400 mililitrov seča. Oligurija lahko nastopi zaradi premajhnega vnosa tekočine v telo (dehidracija). Pogosto se pojavlja pri starostnikih in pri ljudeh, ki zaradi svojih dejavnosti (npr. fizični delavci) izgubijo preveliko tekočine in je s pitjem ne nadomestijo. Nadalje je lahko oligurija posledica ledvične insuficience (zmanjšane ledvične zmogljivosti).
Ekstremna oblika oligurije, ki jo imenujemo anurija, nastopi, ko telo preneha proizvajati seč - klinično določena meja je 50 ml na dan.